# 장흥 묘덕사 불정심관세음보살대다라니경
장흥 묘덕사 불정심관세음보살대다라니경(長興 妙德寺 佛頂心觀世音菩薩大陀羅尼經)은 대한민국 전라남도 장흥군 장흥읍 삼산리, 묘덕사에 있는 불경이다.
2016년 7월 7일 전라남도의 유형문화재 제328호로 지정되었다가, 2019년 3월 6일 대한민국의 보물 제2016호로 지정되었다.

## 개요
'불정심관세음보살대다리니경'은 관세음보살의 신비하고 영험한 힘을 빌려 이 경을 베끼거나 몸에 지니고, 독송(讀誦)하면 액운(厄運)을 없앨 수 있다는 다라니의 신통력을 설교한 밀교의 경전이다. 묘덕사 소장본은 권말의 발문과 시주질(施主秩) 내용을 바탕으로 1425년(세종 7) 장사감무(長沙監務) 윤희(尹希)와 석주(石柱) 등이 돌아가신 부모의 극락왕생을 기원하고 자신과 가족의 다복(多福)과 사후(死後) 정토에 태어날 것을 발원하여 판각한 경전임을 알 수 있다. 3권 1첩으로 구성된 수진본(袖珍本)으로 지금까지 알려지지 않은 판본이자 국보․보물 등으로 지정된 사례가 없으므로 희소성 측면에서 의의가 있다. 또한 조선 초기의 불교 신앙과 사회사, 목판인쇄문화를 살필 수 있는 경전이라는 점에서 보물로 지정하여 체계적으로 연구하고 보존관리할 가치가 있는 자료이다.

## 참고 문헌
- 불정심관세음보살대다라니경 - 국가유산청 국가유산포털